# 무나카타 나오미

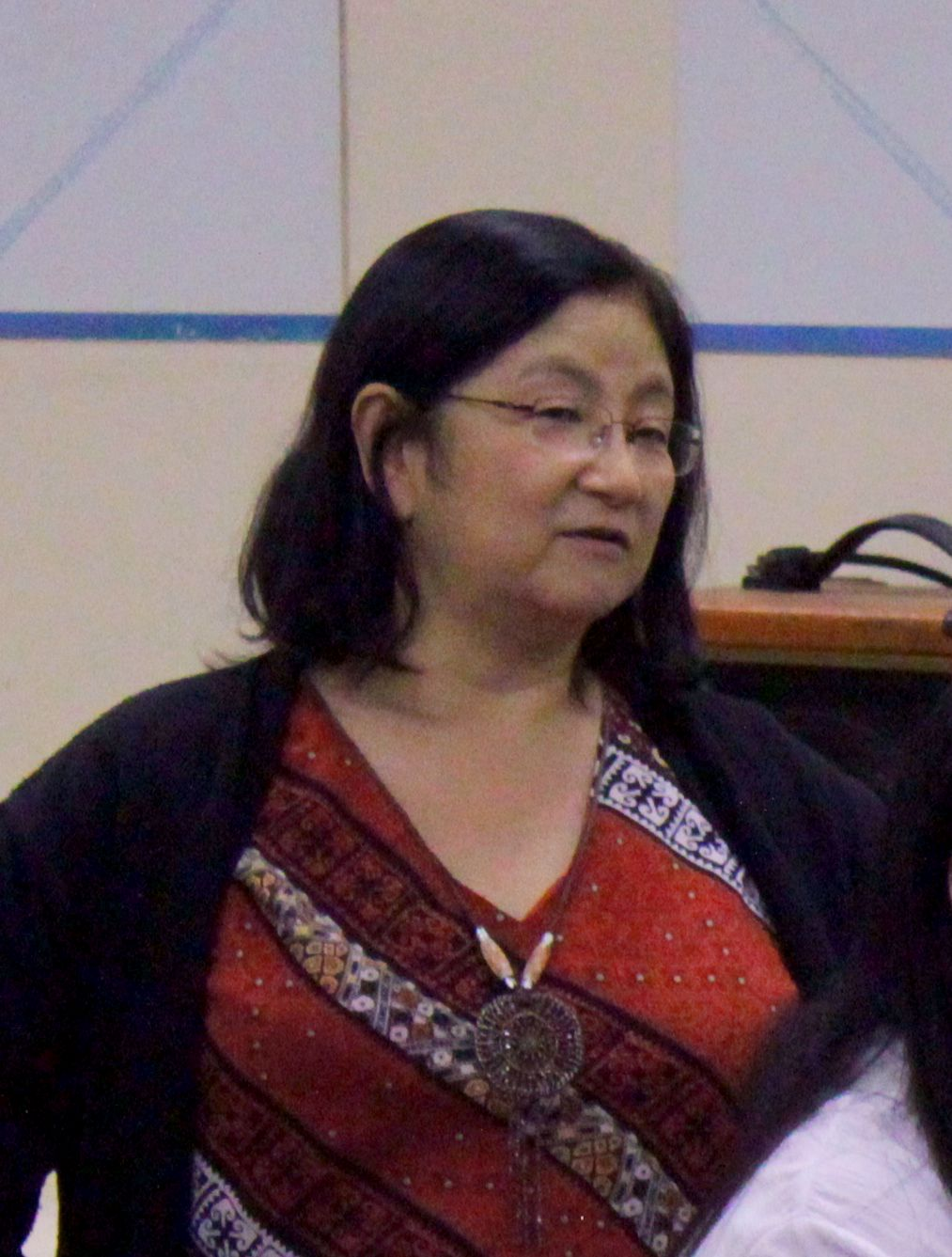
2011년의 무나카타.

무나카타 나오미(宗像直美, 1955년 5월 31일 ~ 2020년 3월 26일)는 일본에서 태어난 브라질의 지휘자이다.
일본 히로시마에서 태어나 2살 때 브라질 상파울루로 이사했다. 한스요하힘 코엘로이터를 사사했으며, 존 내슐링 등에게 지도를 받았다. 1995년부터 2013년까지 상파울루주 교향악단의 합창 지휘자를 맡았다.
2020년 3월 16일 코로나19 감염 증세로 입원하여 26일 사망하였다.